# Силуэт, Этьен де
Этьен де Силуэт (5 июля 1709 — 20 января 1767) — французский экономист, политический мыслитель и философ, который занимал должность контролёра финансов при Людовике XV. От его имени происходит слово силуэт.

## Жизнь
Родился в Лиможе, где занимал административную должность его отец, Шевалье Арно де Силуэт, родом из Биаррица. Отец происходил из басков, изначально фамилия имела написание Zulueta.
Этьен де Силуэт провёл год в Лондоне, где изучал экономику Великобритании. Благодаря знанию английского перевёл на французский язык ряд произведений Александра Поупа, Генри Болингброка, Уильяма Уорбертона («Союз между Церковью и государством» (1736) — в переводе «Диссертация о союзе религии, морали и политики», 1742) и «Политику» Бальтазара Грасиана. Впоследствии партия принца Конде использовала против него эти переводы английских политиков, однако его поддержала мадам Помпадур, которая предложила ему должность Генерального контролёра финансов 4 марта 1759.
Его задача состояла в том, чтобы обуздать бюджетный дефицит Франции, который стал расти особенно быстро в ходе Семилетней войны против Британии (1754—1763).
Общественное мнение отдало предпочтение его предложению разместить публичный заём в 72 миллиона ливров государственного займа и отказаться от откупной системы сбора налогов. Ему удалось сократить расходы королевского двора, пересмотреть государственные пенсии и стимулировать свободную торговлю. Также он отменил некоторые явно устаревшие налоги и учредил новые в соответствии с концепцией единого французского рынка.
Де Силуэт дал безрадостный прогноз для бюджета 1760 г.: доход 286 млн ливров при расходах 503 млн ливров, в том числе не менее 94 миллионов по обслуживанию уже существующих долгов.
В попытке восстановить бюджет Силуэт последовал английской методике налогообложения богатых и привилегированных слоёв. Поскольку дворянство и церковь были освобождены от налогов при старом режиме, де Силуэт учредил «общие субсидии», то есть налоги на внешние признаки богатства (двери и окна, фермы, предметы роскоши, прислугу, прибыль). 26 октября он принял решение о переплавке золотых и серебряных ювелирных изделий в качестве меры военной экономии. Он был подвергнут критике со стороны знати, в том числе Вольтера, который считал, что его меры, хотя бы теоретически и полезные, не годились для военных лет и для французской политической ситуации в целом.
20 ноября 1759, после восьми месяцев в должности, он покинул двор и удалился в Бри-сюр-Марн, где занялся вопросами улучшения местного бюджета. После его смерти в 1767 году, его племянник и наследник Клеман де Лааге завершил его работу.

## Наследие
Несмотря на короткий срок в должности генерального контролёра финансов, у него завелись многочисленные противники. «Скаредность» Силуэта стала причиной рождения выражения à la Silhouette, что означало дешёвые и низкокачественные вещи.
В честь него было названо искусство портрета в виде тени — простая и недорогая альтернатива для тех, кто не мог позволить себе более дорогие портреты или скульптуры. Силуэт не был изобретателем этой методики, но сам любил изготавливать подобные портреты.
Имя Силуэта было также присвоено одному из Сейшельских островов в Индийском океане.